# Michael DeLorenzo
Michael DeLorenzo és un actor, director, escriptor, productor, ballarí i músic estatunidenc. És conegut pel seu treball a la televisió i el cinema.

## Primers anys de vida
DeLorenzo va crèxier al Bronx, Nova York. El seu difunt pare, Arthur DeLorenzo, era d'origen italià i la seva difunta mare, Carmen DeLorenzo, era de Puerto Rico. DeLorenzo és el segon de quatre germans. Té una germana i dos germans.
DeLorenzo va començar a actuar molt jove com a ballarí amb el Ballet Hispanico de Tina Ramírez. DeLorenzo va rebre diverses beques de la School of American Ballet, el Joffrey Ballet i la New York School of Ballet. Va ballar al costat de Rudolph Nureyev i el Ballet Nacional del Canadà. DeLorenzo va actuar amb Mikhail Baryshnikov i l'American Ballet Theatre. Va assistir a la High School of Performing Arts amb seu a Manhattan, que es va fer famosa per la pel·lícula i la sèrie de televisió Fame. Va ballar amb la companyia estatunidenca Terpsichore Ballet Company de Richard Thomas però va patir una greu lesió a la dansa que el va obligar a deixar una carrera en ballet professional.

## Carrera
Un dels primers papers interpretatius de DeLorenzo va ser a l'escenari al revival de West Side Story a Broadway, que apareixia com un dels membres de la banda del carrer Sharks. Després va passar a aparèixer a la pel·lícula Fama del 1980 i a la sèrie de televisió Fame (1982-1987) en un paper regular com a ballarí. DeLorenzo va aparèixer en sèries de televisió com Miami Vice i A Different World i en pel·lícules com Fast Forward (1985) dirigida per Sidney Poitier. DeLorenzo va continuar treballant a Broadway apareixent al musical Streetheat el 1985. DeLorenzo va treballar amb Michael Jackson i Lionel Richie i va aparèixer al vídeo musical de Jackson "Beat It" i a "Thriller". Va aparèixer en altres videoclips i actuacions de dansa com "Fake" d'Alexander O'Neal. Va ballar a la interpretació d'"I Feel for You" de Chaka Khan als premis Grammy de 1985.
DeLorenzo ha actuat als escenaris, al cinema i a la televisió. En una representació va fer cinc papers diferents, DeLorenzo va guanyar un premi Drama-Logue al millor actor en una obra del Mark Taper Forum titulada Stand Up Tragedy (1989). Els productors de la sitcom d'ABC Head of the Class el van escollir pel paper d'Alex Torres, al costat de Howard Hesseman durant les dues últimes temporades de la sèrie (1989-1991). DeLorenzo va aparèixer al drama A Few Good Men (1992) de Rob Reiner com Pfc. William T. Santiago, i com a Rafael Cano a Alive (1993). També va aparèixer a Mi Familia (1995) i The Wall (1998).
El 1994, DeLorenzo va interpretar el paper d'Eddie Torresal drama urbà de New York Undercover de Dick Wolf. Aquesta va ser la primera vegada que un drama policial a la televisió nord-americana presentava dues persones de color (DeLorenzo i el seu company Malik Yoba) en els papers protagonistes. Per la seva interpretació, DeLorenzo va ser guardonat amb el premi NCLR American Latino Media Arts (ALMA) com a actor destacat en una sèrie DeLorenzo va continuar protagonitzant el drama Showtime Resurrection Blvd., interpretant a l'amargat campió de boxa Carlos Santiago. Per la seva interpretació, DeLorenzo va guanyar el Premi Imagen al millor actor i el Premi Vision a la Millor interpretació en drama.
DeLorenzo continua actuant en altres programes de televisió destacats com CSI: NY, Numb3rs, Ghost Whisperer i CSI: Miami. DeLorenzo també va aparèixer en diversos llargmetratges independents. El 25 de maig de 2013 va guanyar el premi al millor actor secundari als Premis Los Angeles Movie pel seu paper de Keith Caverns a The Employer. El 2016, DeLorenzo va assumir el paper del complex i embolicat testimoni paraplègic Fausto al drama procedimental de la policia de la CBS Blue Bloods (a l'episodi titulat Mob Rules, quart episodi de la setena temporada). Va interpretar a José Sarria, un activista polític LGBT a la sèrie When We Rise (2017), dirigit per Gus Van Sant.

## Director
Michael DeLorenzo és director i membre del Sindicat de Directors d'Amèrica. Mentre estava a Showtime, DeLorenzo va dirigir episodis de Resurrection Blvd. Ha dirigit i produït pel·lícules i curtmetratges. També va dirigir vídeos musicals amb artistes nous i prometedors.

## Músic
DeLorenzo també és vocalista, compositor, compositor i multiinstrumentista. Toca la guitarra, la bateria i el piano. Es va associar amb un grup de noies de R&B anomenat Teen Dream, amb el sobrenom de "Valentino" i va llançar el senzill "Get Busy" (1987). A la segona meitat de la dècada de 1990 durant el seu mandat a New York Undercover, algunes de les seves cançons van aparèixer al programa, una d'elles titulada "Don't Let Me Be Lonely Tonight". Les seves cançons també han aparegut a Resurrection Blvd de Showtime. DeLorenzo va coescriure "Angel", una cançó per a The Sims 2. El 2009 es va publicar el seu àlbum Rescue Me.

## Filmografia

### Cinema i televisió[42]
| Any       | Títol                                             | Paper                                       | Notes                                                                                                  |
| --------- | ------------------------------------------------- | ------------------------------------------- | --- |
| 1978      | Slipping Into Darkness                            | Soldat                                      | Pel·lícula                                                                                             |
| 1980      | Fama                                              | Ballarí principal                           | Pel·lícula                                                                                             |
| 1982-1987 | Fame                                              | Michael / Ballarí principal                 | 61 episodis                                                                                            |
| 1983      | The Kids from Fame: live at the Royal Albert Hall | Ell mateix-Ballarí de Fame                  | Pel·lícula documental per a TV                                                                         |
| 1983      | Michael Jackson: Beat It                          | Ballarí principal                           | Vídeo musical                                                                                          |
| 1983      | Michael Jackson: Thriller                         | Zombie                                      | Vídeo musical, no acreditat                                                                            |
| 1984      | Breakin' Through                                  | Ballarí principal                           | Pel·lícula per a TV                                                                                    |
| 1985      | Fast Forward                                      | Caesar Lopez                                | Pel·lícula                                                                                             |
| 1985      | HeartBeat                                         | Bobby                                       | Pel·lícula per a TV                                                                                    |
| 1985      | Miami Vice                                        | Dogfight Gambler / Salvatore Lombard        | 2 episodis                                                                                             |
| 1986      | The 27th Annual Grammy Awards                     | Ell mateix-ballarí                          | TV Special - un dels molts ballarins per Chaka Khan en la seva interpretació en viu d'"I Feel For You" |
| 1987      | Sister Margaret and the Saturday Night Ladies     | Miguel                                      | Pel·lícula per a TV                                                                                    |
| 1987      | Zoo del Bronx                                     | Salvatore Guiterrez                         | 2 episodis                                                                                             |
| 1987      | What's Happening Now!                             | 'Tiger'                                     | Episodi: "The Boxer"                                                                                   |
| 1987      | Bellesa mortal                                    | 'Flaco'                                     | Pel·lícula                                                                                             |
| 1987      | Crime Story                                       | Roberto Mendoza                             | Episodi: "Love Hurts"                                                                                  |
| 1988      | The Couch Trip                                    | Lopez                                       | Pel·lícula                                                                                             |
| 1988      | Satisfaction                                      | 'Bunny' Slotz                               | Pel·lícula                                                                                             |
| 1988      | Police Story: Cop Killer                          | Conductor jove                              | Pel·lícula per a TV                                                                                    |
| 1988      | Platoon Leader                                    | Soldat Raymond Bacera                       | Pel·lícula                                                                                             |
| 1988      | A Different World                                 | Ramon Duarte                                | Episodi: "If You Like Pilgrim Coladas"                                                                 |
| 1989-1991 | Head of the Class                                 | Alex Torres                                 | 48 episodis                                                                                            |
| 1990      | Live! with Kelly                                  | Himself                                     | 1 episodi                                                                                              |
| 1990      | Cold Dog Soup                                     | Gang Leader                                 | Pel·lícula                                                                                             |
| 1992      | El cop perfecte                                   | Paulo                                       | Pel·lícula                                                                                             |
| 1992      | Alguns homes bons                                 | Soldat de primer classe William T. Santiago | Pel·lícula                                                                                             |
| 1993      | Alive                                             | Rafael Cano                                 | Pel·lícula                                                                                             |
| 1993      | The Adventures of Brisco County, Jr.              | Emilio Pena                                 | Episodi: "Brisco in Jalisco"                                                                           |
| 1993      | Judgment Night                                    | Teddy                                       | Pel·lícula                                                                                             |
| 1994      | Late Night with Conan O'Brien                     | Ell mateix                                  | 1 episodi                                                                                              |
| 1994      | Pointman                                          | Julio Alvarez                               | Pel·lícula per a TV                                                                                    |
| 1994      | Somebody to Love                                  | Ernesto                                     | Pel·lícula                                                                                             |
| 1994      | Count On Me                                       |                                             | Pel·lícula per a TV                                                                                    |
| 1994-1997 | New York Undercover                               | Detective Eddie Torres                      | 76 episodis                                                                                            |
| 1995      | Mi Familia/My Family                              | Butch Mejia                                 | Pel·lícula                                                                                             |
| 1995      | 1995 MTV Video Music Awards                       | Ell mateix                                  | Especial per a TV                                                                                      |
| 1995      | Michael Jackson: Video Greatest Hits - HIStory    | Ballarí                                     | Vídeo documental – Segment: "Beat It"                                                                  |
| 1997      | 28th NAACP Image Awards                           | Ell mateix                                  | Especial per a TV                                                                                      |
| 1997      | Michael Jackson: HIStory on Film - Volume II      | Ballarí                                     | Vídeo documental: Segment "Beat It"                                                                    |
| 1997      | The Daily Show                                    | Ell mateix                                  | Episodi: "Michael DeLorenzo"                                                                           |
| 1998      | 1998 ALMA Awards                                  | Ell mateix                                  | Especial per a TV                                                                                      |
| 1998      | Fantasmes                                         | Soldier Velazquez                           | Pel·lícula                                                                                             |
| 1998      | The Wall                                          | Luis                                        | Pel·lícula per a TV                                                                                    |
| 1998      | Zero Stress                                       | Javier                                      | Pel·lícula                                                                                             |
| 1999      | Miller Lite Beer TV Commercial                    | Ell mateix                                  | TV |
| 2000      | 2000 Women Rock! Girls and Guitars                | Ell mateix                                  | Pel·lícula per a TV                                                                                    |
| 2000      | Un blanc perfecte                                 | Estuvio Clavo                               | Pel·lícula                                                                                             |
| 2000      | Border Patrol                                     | Detective Freddie Chavez                    | Pel·lícula per a TV                                                                                    |
| 2000-2002 | Resurrection Blvd.                                | Carlos Santiago                             | 47 episodis                                                                                            |
| 2001      | 2001 ALMA Awards                                  | Ell mateix-Presentador                      | Especial per a TV                                                                                      |
| 2001-2002 | Resurrection Blvd.                                | Director                                    | 47 episodis                                                                                            |
| 2003      | Michael Jackson: Number Ones                      | Ballarí principal/ membre de banda          | Vídeo documental - Segment: "Beat It"                                                                  |
| 2003      | The Lionel Richie Collection                      | Professor de ballet                         | Vídeo documental                                                                                       |
| 2004      | In Your Eyes                                      | Sergio Espinoza                             | Pel·lícula                                                                                             |
| 2004      | All of Us                                         | Antonio                                     | Episodi: "It Takes Three to Tango"                                                                     |
| 2005      | Crossing Jordan                                   | Stranger                                    | Episodi: "A Stranger Among Us"                                                                         |
| 2006      | CSI: NY                                           | Rico Cerda                                  | Episodi: "Cool Hunter"                                                                                 |
| 2006      | High Hopes                                        | Rocko                                       | Pel·lícula                                                                                             |
| 2007      | Numb3rs                                           | Nacio Duque                                 | Episodi: "One Hour"                                                                                    |
| 2007      | Ghost Whisperer                                   | Richard Sanchez                             | Episodi: "Haunted Hero"                                                                                |
| 2007      | Safe Harbour                                      | Bob                                         | Pel·lícula                                                                                             |
| 2008      | One, Two Many                                     | Director                                    | Pel·lícula                                                                                             |
| 2008      | CSI: Miami                                        | Carlos Santiago                             | Episodi: "Tunnel Vision"                                                                               |
| 2009      | Not Forgotten                                     | Casper Navarro                              | Pel·lícula                                                                                             |
| 2009      | La Linea                                          | Pablo                                       | Pel·lícula                                                                                             |
| 2009      | Contradictions of the Heart                       | Diego                                       | Pel·lícula                                                                                             |
| 2012      | 186 Dollars to Freedom                            | Gutierrez                                   | Pel·lícula                                                                                             |
| 2013      | The Employer                                      | Keith Caverns                               | Pel·lícula                                                                                             |
| 2014      | Hold on My Heart                                  | Director / Productor executiu               | Vídeo musical                                                                                          |
| 2014      | Provocadora                                       | Director / Productor executiu               | Music Video                                                                                            |
| 2014      | It Can Only Be Used Once                          | Director / Productor executiu / Escriptor   | Curt                                                                                                   |
| 2016      | The Power of One                                  | Director / Executive Producer               | Curt                                                                                                   |
| 2016      | Unsung Hollywood                                  | Himself                                     | Episodi: "New York Undercover"                                                                         |
| 2016      | Blue Bloods                                       | Fausto                                      | Episodi: "Mob Rules"                                                                                   |
| 2017      | The Babymoon                                      | Ray Lopez                                   | Pel·lícula                                                                                             |
| 2017      | When We Rise                                      | José Sarria                                 | Episodi: "Night I: Part I"                                                                             |
| 2018      | Johnny Gruesome                                   | Charlie Grissom                             | Pel·lícula                                                                                             |
| 2018      | Shantal - Come Get It                             | Director                                    | Vídeo musical                                                                                          |
| 2019      | Be the Light                                      | Ramon                                       | Pel·lícula                                                                                             |

### Videojocs
- Fallout 76: Wastelanders (2020) - Cole Carver, Raf, Rudy Fernandez[43]

### Videos musicals
- Michael Jackson: "Beat It"
- Michael Jackson: "Thriller"[17]
- Lionel Richie: "Ballerina Girl"
- Alexander O'Neal : "Fake"
- Lionel Richie: "Running with the Night"
- Lionel Richie: "Dancing on the Ceiling"
- Pretty Poison : "Catch Me I'm Falling"
- Dream Teen: "Let's Get Busy"

### Teatre
- "Fool For Love" al teatre de Madrid
- "Stand Up Tragedy" al Mark Taper Forum, Los Angeles, CA (1989)
- "Streetheat" a Broadway, Nova York (1985)[44]
- "Tumbleweed" al Los Angeles Theatre Center, Los Angeles
- "West Side Story" a Broadway, Nova York
- "Paperbird" a la ciutat de Nova York
- "Aria Dacapa" a la ciutat de Nova York

## Discografia

### Rescue Me (2009)
| Pista | Títol                         |
| ----- | ----------------------------- |
| 1     | Together                      |
| 2     | No Reason Why                 |
| 3     | Lay Me Down                   |
| 4     | Give You More                 |
| 5     | On & On                       |
| 6     | Rescue Me                     |
| 7     | Luv 2 Luv U                   |
| 8     | Without You                   |
| 9     | Hang On                       |
| 10    | Lay Me Down (Spanish Version) |

### Videojoc
- The Sims 2: Castaway (2007), "Angel" - coescrit per DeLorenzo

### Bandes sonores de TV
- Nova York Undercover (1998), àlbum de banda sonora de TV, pista número 5: "Don't Let Me Be Lonely Tonight"
- Resurrection Blvd (2000), àlbum de banda sonores de TV, pista núm. 12: "On & On"
- In Your Eyes (2004), àlbum de banda sonores de TV "Lay Me Down (Spanish Version)"